# ITER

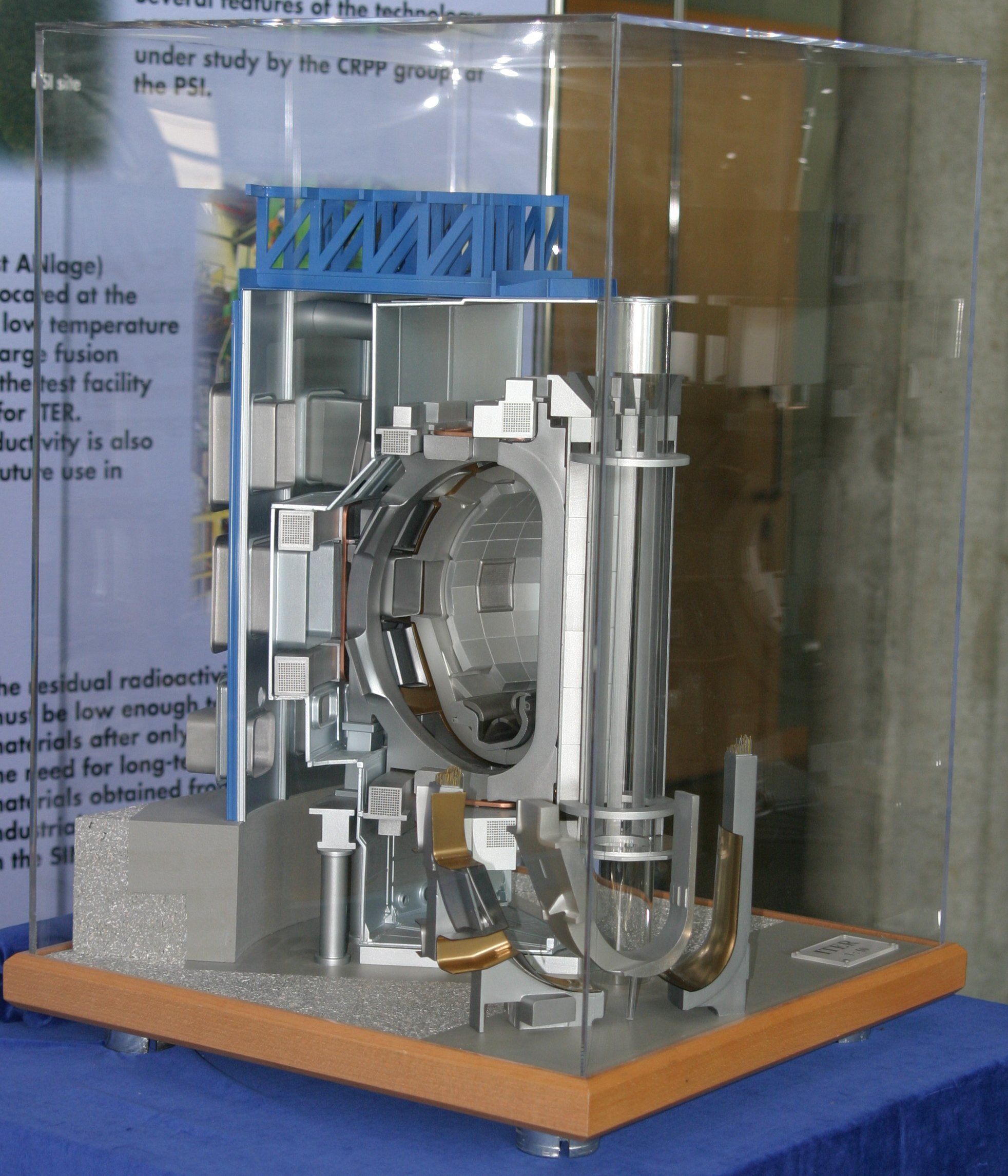
Una maqueta del projecte

ITER, originalment de l'anglès International Thermonuclear Experimental Reactor però actualment referit a «camí vers l'energia de fusió» del llatí iter, ‘camí’, és un projecte internacional de construcció d'un reactor de fusió nuclear a gran escala, de tipus tokamak, que hauria de permetre generar 500MW de potència mitjançant un procés de fusió similar al que té lloc al Sol, molt diferents dels actuals reactors de fissió.
S'està construint prop de Cadarache, un poble del sud-est de França. Després de completar la construcció del reactor principal i el primer plasma, cosa que es preveu fer el 2033–2034, l'ITER es convertirà en el més gros dels cent de fusió construïts des de la dècada de 1950, amb sis vegades el volum de plasma del reactor japonès JT-60SA, que és el més gros tokamak operatiu a dia d'avui.
L'ITER hauria de produir prou energia de fusió de forma contínua per produir deu vegades l'energia tèrmica necessària per absorbir el plasma per curts períodes, en concret, durant uns vuit minuts, temps en què podria arribar a produir aproximadament 500 MW bruts.
En el projecte col·laboren com a membres fundadors: la Unió Europea, la Xina, l'Índia, el Japó, Corea del Sud, la Federació Russa i els Estats Units d'Amèrica, sota els auspicis de l'Agència Internacional de l'Energia Atòmica. El projecte també compta amb acords de cooperació amb Austràlia, Canadà, Kazakhstan i Tailàndia.
La construcció va començar el 2013 i el muntatge del reactor el 2020. Va ser descrit com un dels experiments científics més cars de tots els temps, el més complicat projecte d'enginyeria de tota la història humana i un dels més ambiciosos projectes de col·laoració humana juntament amb el desenvolupament de l'Estació Espacial Internacional i el Gran Col·lisionador d'Hadrons.
S'espera que el seu successor, el DEMOnstration Power Plant (DEMO), liderat per EUROfusion, sigui un dels primers reactors de fusió capaç de produir electricitat de mode experimental.

## Crítica
El fet de voler imitar artificialment els processos que es produeixen al Sol, amb un cost considerable va ser criticat pel fet que hi ha mètodes molt més eficients per captar l'energia del Sol. A més, si produeix residus radioactius en quantitats més petits que la fissió, en produeix. Segons Jaume Morron: «No és necessari gastar enormes recursos econòmics en generar-la artificialment. El que cal es destinar els recursos econòmics que siguin necessaris a extreure electricitat amb la màxima eficiència d'aquesta energia que el sol ens ofereix de manera gratuïta, distribuïda i inesgotable.»
Manquen dècades fins que una primera central de fusió comercial podria funcionar, quan al contrari la tècnica dels renovables (energia eòlica i solar) és a punt i molt més barat.